# Metallochlora impotens
Metallochlora impotens là một loài bướm đêm trong họ Geometridae.